# 빛고을 가요 차차차
빛고을 가요 차차차는 KBS광주 해피FM에서 방송했던 라디오 프로그램이다.

## 역사
2003년 10월 20일에 첫방송을 시작했으며, 초기에는 1인 DJ 체제였으나, 2004년 10월 18일부터 2인 DJ 체제로 전환했고, 이후 2016년 10월 23일에 잠정적으로 폐지되어 2016년 10월 24일부터 2019년 11월 10일까지 《추억공감 11시》가 방송되다가, 2019년 11월 11일에 "빛고을 가요 차차차"가 다시 부활했으나, 2024년 3월 31일 방송을 마지막으로 "빛고을 가요 차차차"는 완전히 21년만에 폐지되었다.

## 역대 방송시간
| 방송 채널      | 방송 기간                           | 방송 시간                     |
| -------------- | ----------------------------------- | ----------------------------- |
| KBS광주 해피FM | 2003년 10월 20일 ~ 2004년 10월 16일 | 월~토요일 낮 1:05 ~ 오후 2:00 |
| KBS광주 해피FM | 2004년 10월 18일 ~ 2005년 4월 29일  | 평일 낮 1:05 ~ 오후 2:00      |
| KBS광주 해피FM | 2005년 5월 2일 ~ 2008년 4월 20일    | 매일 낮 1:05 ~ 오후 2:00      |
| KBS광주 해피FM | 2008년 4월 21일 ~ 2010년 4월 18일   | 매일 오전 11:05 ~ 낮 12:00    |
| KBS광주 해피FM | 2011년 1월 1일 ~ 2016년 4월 24일    | 매일 오전 11:05 ~ 낮 12:00    |
| KBS광주 해피FM | 2010년 4월 19일 ~ 2010년 12월 31일  | 매일 낮 12:10 ~ 오후 2:00     |
| KBS광주 해피FM | 2016년 4월 25일 ~ 2016년 10월 23일  | 매일 오전 11:00 ~ 낮 12:00    |
| KBS광주 해피FM | 2019년 11월 11일 ~ 2024년 3월 31일  | 매일 오전 11:00 ~ 낮 12:00    |

## 역대 DJ

### 남자
- 가수 진국이
- 노희설
- 김한별 아나운서

### 여자
- 위영미 아나운서
- 유도희 아나운서